# Apteronotus milesi
Apteronotus milesi és una espècie de peix pertanyent a la família dels apteronòtids.

## Descripció
- Pot arribar a fer 22,1 cm de llargària màxima.
- És de color marró clar amb petites taques de pigment negre distribuïdes sobre el tegument.
- Es diferencia d'Apteronotus mariae pel menor nombre de radis a l'aleta anal (130-165 contra 162-180).[5][6]

## Hàbitat
És un peix d'aigua dolça, bentopelàgic i de clima tropical.

## Distribució geogràfica
Es troba a Sud-amèrica: el riu Cauca (Colòmbia).

## Observacions
És inofensiu per als humans.